# Janusz Gołota
Janusz Gołota (ur. 27 września 1953 w Makowie Mazowieckim) – polski historyk, wykładowca akademicki, samorządowiec i działacz społeczny związany z Ostrołęką, doktor habilitowany nauk humanistycznych, wieloletni prezes zarządu Ostrołęckiego Towarzystwa Naukowego.

## Życiorys
Ukończył studia w Wyższej Szkole Pedagogicznej w Krakowie. Na Uniwersytecie Warszawskim uzyskał stopień naukowy doktora. W 2004 na podstawie rozprawy zatytułowanej Ostrołęka. Miasto i powiat w okresie międzywojennym na Wydziale Humanistycznym Akademii Bydgoskiej im. Kazimierza Wielkiego otrzymał stopień doktora habilitowanego nauk humanistycznych.
Pracował jako nauczyciel, dyrektor studium nauczycielskiego i studium medycznego w Ostrołęce. Był współzałożycielem, dyrektorem i nauczycielem w kolegium nauczycielskim i nauczycielskim kolegium języków obcych. Był także dyrektorem wydziału oświaty, kultury, sportu i spraw społecznych w urzędzie miasta w Ostrołęce. Współtworzył i był pierwszym dyrektorem II Liceum Ogólnokształcącego im. Cypriana Kamila Norwida w Ostrołęce. 
Zawodowo związany z Uniwersytetem Warmińsko-Mazurskim w Olsztynie. Został profesorem nadzwyczajnym w Instytucie Dziennikarstwa i Komunikacji Społecznej tej uczelni. Specjalizuje się w zakresie historii najnowszej Polski.
Jest także wieloletnim działaczem Ostrołęckiego Towarzystwa Naukowego. W 1986 wszedł w skład pierwszego zarządu tej organizacji, od 1997 pełni funkcję prezesa zarządu OTN. Jest również autorem, współautorem i redaktorem licznych publikacji wydawanych przez to towarzystwo, m.in. Ostrołęka: miasto i powiat w okresie międzywojennym (2000) i Jędrzej Moraczewski (1870–1944): pierwszy premier II Rzeczypospolitej (2002). Jest redaktorem naczelnym „Zeszytów Naukowych OTN”.
Zaangażowany także w działalność samorządową i polityczną. Od listopada 1986 pełnił funkcję sekretarza komitetu miejskiego Polskiej Zjednoczonej Partii Robotniczej w Makowie Mazowieckim. Przez rok był członkiem zarządu miasta w Ostrołęce. W wyborach w 1993 bezskutecznie kandydował na senatora w województwie ostrołęckim z ramienia SLD. Wstąpił później do Platformy Obywatelskiej, był członkiem rady krajowej tego ugrupowania. W wyborach w 2006 z listy PO uzyskał mandat radnego sejmiku mazowieckiego III kadencji. Został przewodniczącym komisji edukacji, nauki i szkolnictwa wyższego. W 2010 bez powodzenia ubiegał się o reelekcję.

## Odznaczenia
W 2011 odznaczony przez prezydenta Bronisława Komorowskiego Krzyżem Kawalerskim Orderu Odrodzenia Polski. W 2023 otrzymał .